# Svante Arrhenius
Svante August Arrhenius (født 19. februar 1859 på slottet Wijk ved Mälaren ikke langt fra Uppsala, død 2. oktober 1927 i Stockholm) var en svensk kemiker og fysiker.
Arrhenius studerede ved Uppsala Universitet fra 1876-81 og fra 1881-84 i Stockholm; 1884 blev han licentiat, samme år tog han doktorgraden og blev privatdocent i fysisk kemi ved Uppsala Universitet. Hans doktorafhandling omhandlede undersøgelser over elektrolytternes galvaniske ledningsevne; den vandt ikke nogen anerkendelse ved Uppsala Universitet straks ved dens fremkomst, men det viste sig snart, at de undersøgelser, som den omhandlede, skulle blive af meget stor betydning for den fysiske kemi.
Arrhenius fik da 1886 et betydeligt rejsestipendium fra Videnskabs-Akademiet i Stockholm til videre uddannelse i denne gren af kemien; han studerede 1886-88 i Riga, Würtzburg, Graz og Amsterdam, henholdsvis hos Ostwald, Kohlrausch, Boltzmann og van't Hoff. Under studiet i Würtzburg lærte han van’t
Hoffs arbejde over analogien mellem luftarter og opløsninger at kende og opstillede kort efter teorien om den elektrolytiske dissociation (se opløsningers teori), som har gjort hans navn verdenskendt. 1891 blev han lærer i fysik ved Stockholms Højskole, 1895 professor i fysik sammesteds; 1905 blev han direktør for det fysikalsk-kemiske Nobel-Institut. 1902 havde han fået Davy-medaljen, 1903 Nobelprisen for sine undersøgelser over den elektrolytiske dissociation. 1899-1902 var han rektor for Stockholms Højskole.
Arrhenius har offentliggjort en lang række udmærkede arbejder på den fysiske kemis område, hvorved han har bidraget betydeligt til denne videnskabs udvikling og anvendelse på forskellige områder. Også kosmogoniske og immunokemiske arbejder foreligger fra hans hånd. Hans arbejder findes navnlig offentliggjorte i »Zeitschrift für physikalische Chemie«, men også i andre tidsskrifter. Han har desuden udgivet en lærebog i elektrokemi, i immunokemi og flere andre værker. Arrhenius
interesserede sig i sine sidste år for kosmiske forhold og skrev »Lehrbuch der kosmischen Physik« og »Das Werden der Welten«, hvori han bl.a. forklarer, hvorledes overførelsen af liv fra klode til klode kan være gået for sig.